# Europasaurus
Europasaurus holgeri
Genre
Espèce
Europasaurus (« reptile d'Europe ») est un genre fossile de dinosaures sauropodes Macronaria, quadrupèdes et herbivores.
Il a vécu au Jurassique supérieur (Kimméridgien, soit environ 155 millions d'années) et ses restes ont été retrouvés dans le Nord de l'Allemagne. Il représenterait un cas de nanisme insulaire, du fait de l'isolement d'une population de sauropodes sur une île en Basse-Saxe (Nord de l'Allemagne).
Ce genre n'est représenté que par l'espèce Europasaurus holgeri.

## Systématique
Le genre Europasaurus et l'espèce Europasaurus holgeri ont été décrits en 2006 par Paul Martin Sander (d), Octávio Mateus, Thomas Laven (d) et Nils Knötschke (d) avec comme espèce type Europasaurus holgeri.

## Publication originale
- (en) P. Martin Sander, Octávio Mateus, Thomas Laven et Nils Knötschke, « Bone histology indicates insular dwarfism in a new Late Jurassic sauropod dinosaur », Nature, NPG et Springer Science+Business Media, vol. 441, no 7094,‎ 8 juin 2006, p. 739-741 (ISSN 1476-4687 et 0028-0836, OCLC 01586310, PMID 16760975, DOI 10.1038/NATURE04633, lire en ligne).